# 籛吉
籛吉（？—1332年），是高昌回鶻亦都護紐林·的斤之子。
1283年左右，察合台汗国大汗都哇又攻哈密力，火赤哈儿·的斤被杀。高昌地区失陷于察合台汗国。紐林·的斤流亡甘肃永昌。元世祖将元太宗孙女不鲁罕、八卜叉嫁给紐林·的斤。八卜叉有二子帖睦爾普化、籛吉。八卜叉死后，又娶安西王之女兀剌真，生太平奴。1318年，紐林·的斤去世，帖睦爾普化嗣位。天历二年（1329年）正月，帖睦爾普化以旧官勋封拜中书左丞相。三月，加太子詹事；十月，拜御史大夫。帖睦爾普化让籛吉嗣为亦都护高昌王。籛吉在元文宗至顺二年（1331年），让位于其弟太平奴。次年去世。